# William Robert Cox
Pour les articles homonymes, voir Cox.
William Robert Cox, mieux connu sous la signature William R. Cox, né le 14 mars 1901 à Peapack and Gladstone, et mort le 7 juillet 1988 à Los Angeles, est un auteur américain de roman policier, de roman western et de littérature d'enfance et de jeunesse. Il a également signé plusieurs centaines de nouvelles et utiliser les pseudonymes Willard d'Arcy, Mike Frederic, Lance Kermit, John Parkhill, Joel Reeve, Wayne Robbins, Roger G. Spellman et Jonas Ward.

## Biographie
Élevé dans les quartiers populaires de Newark, il abandonne très tôt ses études, apprend la boxe pour se défendre et joue au football américain. Dans ce sport, il devient un athlète professionnel pour une équipe de Newark. Ayant repris ses études sur le tard, il suit des cours aux universités Rutgers et Princeton. Dans les années 1920, il fait une brève carrière dans le journalisme sportif.
Il amorce sa carrière littéraire dans les années 1930 en publiant des histoires sportives, ainsi que des nouvelles policières et westerns dans des pulps, notamment dans Black Mask. Dans les années 1940, il publie dans des magazines aussi prestigieux que Collier's Weekly et The Saturday Evening Post.  Il ne donne son premier roman qu'à l'âge de 53 ans avec Les P’tits Mecs (1954), dans lequel un homme revient dans son patelin natal pour venger le meurtre de son père mêlé aux activités illicites de salles de jeux et de champs de course. Cette œuvre, qui n'est pas sans rappeler La Clé de verre de Dashiell Hammett, est suivie d'autres romans policiers qui reprennent souvent le même thème. Hot Times (1973), son dernier roman policier, utilise une intrigue criminelle assez lâche au profit d'une évocation de l'époque de la naissance du jazz.
Tout en poursuivant l'écriture de nouvelles à un rythme soutenu, William R. Cox fait également paraître, à partir de Five Were Chosen: a Basketball Story en 1956, des romans de littérature d'enfance et de jeunesse qui développent pour la plupart des récits centrés sur l'esprit d'émulation propre aux sports d'équipe, et, à partir de Le Raid de la pleine lune en 1959, plusieurs romans westerns. Après la mort du romancier William Ard, Cox continuera la série western Buchanan, en alternance avec Brian Garfield, sous le nom-maison Jonas Ward.
En plus de cette carrière littéraire chargée, William R. Cox devient, au début des années 1950, scénariste pour la télévision américaine et rédige une trentaine de scripts pour de nombreuses séries télévisées, dont La Flèche brisée, Lassie, Le Virginien, Au-delà du réel, et pas moins de quatre épisodes de la série western Bonanza, notamment The Duke, épisode 25, saison 2, diffusé le 11 mars 1961 et réalisé par Robert Altman.

## Œuvre

### Romans

#### Série policièreTom Kincaid
- Hell to Pay (1958) Publié en français sous le titre Annoncez la couleur !, Paris, Gallimard, Série noire no 493, 1959
- Murder in Vegas (1960)
- Death on Location (1962)

#### Autres romans policiers
- Make My Coffin Strong (1954) Publié en français sous le titre Les P’tits Mecs, Paris, Gallimard, Série noire no 633, 1961
- The Tycoon and the Tigress (1958)
- Death Comes Early (1961) Publié en français sous le titre Cœur de Lila, Paris, Gallimard, Série noire no 778, 1962
- Way to Go, Doll Baby! (1967)
- Hot Times (1973)

#### Série westernCemetery Jones
- Cemetery Jones (1985)
- Cemeterry Jones and the Maverick Kid (1986)
- Cemeterry Jones and the Dancing Guns (1987)
- Cemeterry Jones and the Gunslingers (1988)
- Cemeterry Jones and the Tombstone War (1990)

#### Série westernBuchanansignée Jonas Ward
- Buchanan's War (1970)
- Trap for Buchanan (1971)
- Buchanan's Gamble (1972)
- Buchanan's Siege (1972)
- Buchanan on the Run (1973)
- Get Buchanan (1973)
- Buchanan Takes Over (1974)
- Buchanan Calls the Shots (1975)
- Buchanan's Big Showdown (1976)
- Buchanan's Texas Treasure (1976)
- Buchanan's Stolen Railway (1978)
- Buchanan's Manhunt (1978)
- Buchanan's Range War (1979)
- Buchanan's Big Fight (1980)

#### Roman western signé Roger G. Spellman
- Tall for a Texan (1965)

#### Autres romans westerns signés William R. Cox
- The Lusty Men (1957)
- Comanche Moon (1959) Publié en français sous le titre Le Raid de la pleine lune, Paris, Librairie des Champs-Élysées, Le Masque no 945, 1966 ; réédition, Paris, Librairie des Champs-Élysées, Masque-Western no 67, 1972
- The Duke (1962), rééditions en 1963 et 1968
- The Outlawed (1963), réédition en 1973
- Bigger Than Texas (1963), réédition en 1974
- The Gunsharp (1965)
- Black Silver (1967)
- Day of the Gun (1967)
- Moon of Cobre (1969) Publié en français sous le titre Une fille venue de l’Est, Paris, Librairie des Champs-Élysées, Masque-Western no 54, 1971
- Law Comes to Razor Edge (1970)
- The Sixth Horseman (1972)
- Navaho Blood ou Navajo Blood (1973)
- Jack O’Diamonds (1972), réédition 1975
- The Gunsharp (1973)
- The 4th-of-July Kid (1981)
- Gunfight at Razor Edge (1988), publication posthume

### Littérature d’enfance et de jeunesse

#### SérieFrank Merriwellsignée Mike Frederic
- Frank Merriwell, Freshman Quarterback (1965)
- Frank Merriwell, Freshman Pitcher (1965)
- Frank Merriwell, Sports Car Racer (1965)

#### Autres romans signés William R. Cox
- Five Were Chosen (1956)
- Gridiron Duel (1959)
- The Wild Pitch (1963)
- Tall On the Court (1964)
- Third and Eight to Go (1964)
- Big League Rookie (1965)
- Trouble at Second Base (1966)
- The Valley Eleven (1966)
- Jump Shot Joe (1968)
- Rookie in the Backcourt (1970)
- Big League Sandlotters (1971)
- Third and Goal (1971)
- Playoff (1972)
- Gunner On the Court (1972)
- The Running Back (1972)
- Chicano Cruz (1972)
- The Backyard Five (1973)
- Game, Set, and Match (1973), réédition 1977
- The Unbeatable Five (1974)
- Battery Mates (1978)
- Home Court Is Where You Find It (1980)

#### Autre roman signé Joel Reeve
- Goal Ahead! (1967)

### Novellisations
- Bonanza: Black Silver (1967)
- Firecreek (1968)

### Autres publications
- Luke Short and His Era ou Luke Short: Famous Gambler of the Old West (1961)
- The Mets Will Win the Pennant (1964)

### Nouvelles

#### SérieTom Kincaid
- Death's Black Ace (1941)
- Carnival of Death (1941)
- Murder Raises the Ante (1941)
- Black Queen (1942)
- Murder Deals the Cards (1942)
- Murder’s Private Playground (1942)
- Draw One—to Death! (1943)
- Bodies for the Black Market (1943)
- Murder in Cinema City (1943)
- Hell Over Hollywood (1944)
- Hell Comes in Bottles! (1944)
- Ready Action - Murder (1945)
- They'll Kill Me (1945)

#### SérieJohn Wade
- John Wade - Corpse Attorney (1939)
- John Wade - Mob Exterminator (1940)
- John Wade - DR. of Murder (1940)
- John Wade and the Hanging Corpses (1941)
- John Wade’s Murder Come-Back (1942)
- The Corpse of John Wade (1942)
- John Wade's Better Death Trap (1945)

#### SérieDuke Bagley
- Duke Bagley’s Indian Medicine (1942)
- Duke Bagley—Feud-Breaker (1943)
- Duke Bagley’s Gallows Rendezvous (1943)
- The Duke Meets the Devil (1943)
- Duke Bagley’s Gunsmoke Homecoming (1943)
- Duke Bagley Deals in Death! (1943)
- The Duke Hangs High! (1944)
- Duke Bagley—Gunsmoke Godfather (1944)
- The Duke’s Bullet Blessing (1944)
- Duke Bagley—Gentleman of Death! (1944)
- The Duke’s Hangtown Homecoming (1945)
- Duke Bagley’s Boothill Ballot (1945)
- Duke Bagley Doubles for Death (1945)
- The Duke Bets on Bullets (1946)
- The Duke Hunts a Helltown (1946)

#### SérieWhistler Kid
- The Whistler Kid Takes Over (1945)
- The Whistler Kid and the Hangman (1946)
- The Whistler Calls Quits (1947)
- The Whistler’s Owlhoot Raid (1948)
- Hogtie That Devil, Whistler! (1948)
- The Whistler and the Devil Deputies (1949)

#### Autres nouvelles signées William R. Cox
- Front Runner (1935)
- The Misfit Five (1936)
- Grudge-Fight Nemesis (1936)
- Sandlot Slugger (1936)
- Double Trouble (1936)
- Red Leather Lightning (1937)
- Holler Guy (1937)
- Murder Breeds Murder (1937)
- The Ramblin’ Wildcats (1937)
- The Ring Revolt (1937)
- Tough Guy (1937)
- Bric-a-Brac Guy (1937)
- The Big Lout (1937)
- The Big Guy Fights Alone (1937)
- Big League Brain (1937)
- The Climax Kid (1937)
- Razzle-Dazzle Racketeer (1937)
- In This Corner (1938)
- All American Backfield (1938)
- The Beak (1938)
- Champions Are Made (1938)
- The Lame Brain Kid (1938)
- Murder Is My Business (1938)
- Mr. Murder Man (1938)
- Little Poison (1938)
- Three Strikes Is Out! (1938)
- Athlete to Order (1938)
- The Cat’s Paw (1938)
- Mr. Detective Is Annoyed (1938)
- Dynamite on the Sacks (1938)
- A Fighter Must Fight (1938)
- Unlike Father (1938)
- You Gotta Be Tough (1938)
- Big Shot (1938)
- Basket Magic (1938)
- Champion (1938)
- Half a Crook (1938)
- Old Guard and New (1938)
- Steady Does It (1938)
- The Sandlot Fire-Brand (1938)
- Strictly for Dough (1938)
- Wise-Guy Wingman 1938)
- Big League Guy (1938)
- Dugout Clown (1938)
- Mr. Detective Goes to Jail (1938)
- The Fourth Strike (1938)
- Battle of the Champions (1938)
- College Try (1938)
- Front Page Backfield (1938)
- Leather and Laughter (1938)
- The Powerhouse Battery (1938)
- Crime Crest (1938)
- The Shooting Star (1938)
- Mr. Sleuth, B. A. (1938)
- Monopoly on Murder (1939)
- Gridiron Hero Buster (1939)
- Blocking Back (1939)
- For the Love of Money (1939)
- Sixty Minute Thunderbolt (1939)
- Homicide Haul (1939)
- Big Shot from the Bush League (1939)
- Murderers’ Row (1939)
- Torture Hold (1939)
- The Case of the Reluctant Bullet (1939)
- Fence Buster (1939)
- Floor Man (1939)
- Champ Wrecker (1939)
- Base Hits for a Busher (1939)
- Clutch Chucker (1939)
- The Fifth Infielder (1939)
- Marked for Murder (1939)
- The Tragedy of Errors (1939)
- The Kid with the Bloody Gloves (1939)
- Two-Way Killer (1939)
- World Series Blues (1939)
- Tramp Athlete (1939)
- Thanks for the Memory (1939)
- Work-Horse and Glory (1939)
- The Bombers Are Coming! (1939)
- The Bum Can’t Hit! (1939)
- Gambling Fool (1939)
- Jumpers Out (1939)
- Slap Happy (1939)
- Million Dollar Corpses (1939)
- The Team from Coffin Corner (1939)
- Death Wins at Bank Nite (1939)
- Big League Boots (1939)
- Return Engagement with Death (1939)
- The One-Way Kid (1939)
- Accounting in Blood (1939)
- Satan Trades in Debutants (1940)
- Night Club for the Death (1940)
- Bomb-Proof Town Tamer (1940)
- The Kid’s a Puncher (1940)
- Trouble Shooter (1940)
- The Munitions Murder Syndicate (1940)
- Come Out Fighting! (1940)
- Sunday Punch (1940)
- A Matter of Loyalty (1940)
- Base Hits for Baby (1940)
- The Brass-Button Murders (1940)
- Tournament of Blood (1940)
- Hit ’Em Where They Ain’t (1940)
- I’ll Take Vanilla (1940)
- Hit and Run (1940)
- The Last Mile (1940)
- The Might of the Mite (1940)
- Storm Over Third Base (1940)
- ’S Wonderful! (1940)
- Gloves of Hate (1940)
- The Last Hundred Yards (1940)
- Manhattan Corpse-Peddler (1940)
- The Missing General (1940)
- Corpses on the Force (1940)
- Corpses Cast a Ballot (1940)
- The Old One-Two (1940)
- Beast of the Fortneys (1940)
- The Kid from Touchdown Street (1940)
- A Man with a Mitt (1940)
- Right Hand Crazy (1940)
- Its a Nice Day (1940)
- Coming of the Cat-Men (1940)
- Reinstatement for a Killer (1940)
- Bombs in His Dukes (1940)
- End of a Tradition (1940)
- Kaydet Hothead (1940), en collaboration avec Ted Alexander
- The Baseball Murders (1940)
- Six Yards for Sweeney (1940)
- A Spot for a Slugger (1940)
- The Night of the Blood Bucket Raid (1941)
- Steamroller Kid (1941)
- This Is War (1941)
- Family Man (1941)
- Gun Ballad for Americans (1941)
- Goal to Go! (1941)
- The Wallop and the Heart (1941)
- When Deaths Stage Rolled to Cougartown (1941)
- The First Base Fireman (1941)
- Four in the Clutch (1941)
- Hardwood Kangaroo (1941)
- Last Drive of the Longhorn Mutineers (1941)
- Fifteen Points for Stretch (1941)
- Fortune’s Four-masters (1941)
- Mad Morgan’s Murder Sanction (1941)
- Sock-A-Bye Baby! (1941)
- Gun-Marshal’s Last Parade (1941)
- Hit Away, Busher! (1941)
- Rookie in the Clutch (1941)
- Jewels for Murder's Crown (1941)
- Texas Law Works Alone (1941)
- The Wrong Way Kid (1941)
- A Time and Place (1941)
- Man Bites Champ (1941)
- Peanuts to You (1941)
- Kid Felony (1941)
- Bullets for Boom-Town Voters (1941)
- Court Jester (1941)
- Hot-Lead Roundup (1941)
- Murder Raises the Ante (1941)
- Rose Bowl Express (1941)
- I’ll Murder the Bum! (1941)
- When Hell Hit the Lazy A (1941)
- Proud Texas Guns (1941)
- Good Cop (1941)
- The Dixies Are Coming (1941)
- Dynamite Plus Brains (1941)
- The Feds Salute—with Lead (1941)
- The Kid from Dead Man’s Gulch (1941)
- There’s a Bounty on Dead Delavans! (1941)
- The Disappearing Dead Man (1941)
- The Melancholy Corpses (1941)
- The Trio from Hell (1941)
- Beware the Black Queen (1942)
- Legacy of Steel (1942)
- Mr. Detective Is Chagrined (1942)
- Poison to Punchers (1942)
- The Quick Young Man (1942)
- Ranch for the Dying (1942)
- Short-Handed in Hell! (1942)
- The Finger of Death (1942)
- Slow Bunt to Third (1942)
- Tomahawk from Boston (1942)
- Warriors of the Buckskin Trail (1942)
- The Ash-Can Gang (1942)
- Death Wears Buckskin (1942)
- The Kid Plays for Keeps (1942)
- Stalker of Massacre Trail (1942)
- Stormy Leather (1942)
- Ride On Troopers ou Ride On, Troopers—and Die! (1942)
- King of the River Gamblers (1942)
- There’s Trouble at Fort Tarry! (1942)
- The Fist-Eater (1942), en collaboration avec William Cullen Fay
- Overland Trail Rebel (1942)
- Red Gold of Rising Dog (1942)
- Come Up, You Troopers! (1942)
- The Keystone Kid (1942)
- Special Delivery Kid (1942)
- Only the Brave! (1942)
- Spades for the Dead (1942)
- Ball-and-Chain Champ (1942)
- The Drop-Shot Kid (1942)
- Fighting Christmas (1942)
- G-Men Learn Fast (1942)
- One Set for Bool (1943)
- Long Guns and Scalp Knives (1943)
- Westward, the Fighting Legions Go! (1943)
- Fighting Fugitives of the Wagon Trails (1943)
- Hide, Hoofs—And Boomer Guns! (1943)
- Conestoga Stampede (1943)
- McDowell’s Mountaineers (1943)
- Red Terror for Texans! (1943)
- Ride ’Em, Rookie! (1943)
- Battalion of the Death (1943)
- Gun-Cure for a G-Man (1943)
- Model for Manslaughter (1943)
- Thunder of the Northland (1943)
- Murder Walks in the Streets (1943)
- Texans, Turn and Fight! (1943)
- Slug One for the Navy! (1943)
- Yankee Long Knife (1943)
- Born to the Buckskin Trail (1943)
- Defenders of Paradise Outpost (1943)
- Double Play Guy (1943)
- The Bar V Shoves ’em North (1943)
- The Dude Turns Left (1943)
- Brotherhood of Battle (1943)
- Death Owns a Ration Book (1943)
- Roast Beef Special (1943)
- The T-Cross Dies Tonight (1943)
- Hell Among the Angels! (1943)
- Long Hair, Long Rifle—and Sudden Death (1943)
- “Saddle ‘an Ride” (1943)
- The Mulraneys Are Lucky (1943)
- Longrifle Rebellion (1943)
- When Terror Rules in Random (1943)
- Cowboy from Hell (1943)
- Ham Hangs High (1943)
- The Timid Tailback (1944)
- White Man’s War-Path (1944)
- The Army Way (1944)
- The Man Who Busted Sledgehammer (1944)
- “Circle Your Wagons!” (1944)
- The Mulraneys Are Vulnerable (1944)
- Puirsuit for Murder (1944)
- Westward the Freedom (1944)
- Blood-Money Dance (1944)
- Dish It Out, Slugger! (1944)
- Greenhorns’ Gun-Medicine (1944)
- Hell-Town’s Hangnoose Home-Coming (1944)
- A Corpse for Mr. Thomas (1944)
- The Beauty and the Boxer (1944)
- He Who Serves (1944)
- Texas Style (1944)
- Three Minute Slugger (1944)
- Malachi Comes Home (1944)
- From the Neck Up (1944)
- Battle-Call for Broken Gunmen (1944)
- The Dixie Dreadnaught (1944)
- The Pigskin Cavalier (1944)
- Murder Steps Out (1944)
- End of the Red War-Trail (1944)
- No Man Buys My Gun! (1944)
- The Saga of Dan Duval (1944)
- Kayo for Cupid (1944)
- Little Lord Scatback (1944)
- Tough Tom (1945)
- Ready, Action—Murder! (1945)
- Up from Goliad (1945)
- We’ll Make a Killing! (1945)
- Buckskin Never Dies! (1945)
- Dark City (1945)
- Bond Boy (1945)
- Desperate Remedy (1945)
- Malachi Butts In (1945)
- The Deuce Hangs High (1945)
- Cold Decked! (1945)
- Hang That Honkatonk Man! (1945)
- The Town that Murder Built (1945)
- Boomtown Trouble-Shooter (1945)
- Freeze-Out! (1945)
- Malachi Attends a Party (1945)
- “They’ll Kill Me!” (1945)
- Santa Fe Mulehead (1945)
- Shame on Malachi! (1945)
- The Shooting in Hell (1945)
- Sad Sam’s Stake (1945)
- Appointment in Hondo (1945)
- Winged Cleats (1945)
- Born to Kill (1945)
- No Range to Ride Alone! (1945)
- Saddle Bum (1945)
- Strangers on the Kill! (1945)
- Boxing Boy (1945)
- Slay-Belle (1945)
- Hell a la Hollywood (1945)
- The Road to Silver (1945)
- The Pop Gun Kid (1945)
- Advice to a Gun-Slinger (1945)
- Bonanza for a Waddy (1945)
- Gun-Talk Serenade (1945)
- Last of the Range-Wreck Syndicate (1945)
- Tomahawks for Texas (1945)
- Tail End of a Shadow (1946)
- Red Sky in Hollywood (1946)
- Tinhorn’s Gun-Cure (1946)
- Siege Gun Kid (1946)
- Those Raiding Cantells! (1946)
- Don’t Turn Your Back in Bootleg (1946)
- Kill-Crazy Town (1946)
- Objective—Murder! (1946)
- Red Runs The Mesa (1946)
- Trigger-Rube from Kansas (1946)
- How Tough Can You Get? (1946)
- The Corpse Drops In (1946)
- Death, Here Is Thy Sting (1946)
- A Range to Die For! (1946)
- Go Down Swinging! (1946)
- Your Name’s on a Bullet! (1946)
- Air Express to Coffin Corner (1946)
- Dames Are Deadly! (1946)
- One Good Gun for Hannegan! (1946)
- Champion’s Cop (1946)
- Five Shots West (1946)
- The Fourth Marshal (1946)
- Long Rope-Short Prayer! (1946)
- Nothing Fancy (1946)
- The Steel Rail Invasion (1946)
- Dipsy-Do Kid (1947)
- Hunted Men of Wetback Range (1947)
- Free Grass-Free Coffins (1947)
- Halfway Back (1947)
- No Law West of Ellsworth! (1947)
- Trouble in the Fight Tent (1947)
- Bullets and Buckskin Blaze the Trail (1947)
- Code of the Dishonored (1947)
- Punt, Pass — and Pay (1947)
- Bye Bye Black Sheep (1947)
- Hell Is My Home (1947)
- The Joker from Kaycee (1947)
- Phantom Guns at Jacaranda (1947)
- Low Man on the Hang-Tree (1947)
- Trigger Trouble for the Whistler (1947)
- Black Rider of the Eldorado Trail (1947)
- Rope Enough for Two (1947)
- The Traitor of Bushwhack Range (1947)
- Deuces Wild (1947)
- String That Wire in Hell! (1947)
- Turncoats of Killer’s Valley (1947)
- Cartridge Payoff for the Whistler Kid (1947)
- The Eye and the Pink Man (1947)
- Death in His Dukes (1947)
- The Drifter’s One-Man War (1947)
- S.R.O.—Slaying Room Only! (1947)
- Aces Wild (1947)
- Aces, Eights—and One Deep Grave! (1947)
- Hell-Wagons West! (1948)
- Kill ’Em in Kansas! (1948)
- “Print That and Die!” (1948)
- Last Minute Back (1948)
- Rock’em and Sock’em (1948)
- Sons of Empire (1948)
- Bullet Trail to Dodge (1948)
- Corn Fed Five (1948)
- Davis Cup Castoff (1948)
- The Big One-Two (1948)
- Cross-Court Tornado (1948)
- Iron Bars for the Whistler (1948)
- King of Killers and the Queen of Hearts (1948)
- They Knew No Law! (1948)
- Roll to the Bowl (1948)
- Aces Away! (1948)
- A Guest Bearing Guns (1948)
- Kid Twinkletoes (1948)
- Let’s Lynch Us a Lawdog (1948)
- Breakaway Guy (1948)
- Glory Dukes (1948)
- Slug Away Kid (1948)
- They Knew How to Die (1948)
- Doubles Troubles (1948)
- Hitter Jitters (1948)
- Net Cord Kid (1948)
- Pinch Pitcher (1948)
- Weepin’ Willy, The Touchback Kid (1948)
- Gunman’s Hands (1948)
- One for the Jammer (1948)
- Right with a Left (1948)
- Thunder Over Second (1948)
- Two Dukes for a Count (1948)
- Game, Set - and Murder (1948)
- Slap that Tackle Down (1948)
- Big Dixie Gun-Buster (1948)
- God Help a Lone-Hand Cowman! (1948)
- A Serious Cop (1948)
- Rondo Ring-Ding (1949)
- Nester for Sale! (1949)
- Wrong-Way Cleats (1949)
- Diamond Dusters (1949)
- Hot Time at End-of-Track! (1949)
- To Hell With Ranger Law! (1949)
- Two Hoops in Hell (1949)
- Lights-Out Leather (1949)
- Glory Runner (1949)
- I’ll Take Care of Maxie! (1949)
- Second Hand Star (1949)
- Hit-and-Hurry Guy (1949)
- Hot-Lead Requiem (1949)
- Lefty (1949)
- Blast ’Em, Busher! (1949)
- Way of the Mighty (1949)
- Hobo at Fullback (1949)
- “Pass, You Touchdown Chumps!” (1949)
- Ride ’Em Down, Rookie! (1949)
- Spikes Over Second (1949)
- Devil Man’s Scalping Ground (1949)
- Second-Chance Nine (1949)
- Buck-a-Yard Kid (1949)
- No Bands Playing (1949)
- Ten Count Terror (1949)
- A Good Copy (1949)
- The Old Pro’s (1949)
- Push-Over (1949)
- No Bands Playing (1949)
- Razzle-Dazzle Kid (1949)
- Jinx Buster (1950)
- Last Yard Guy (1950)
- Match Point Pirate (1950)
- Little Man-Big Grave (1950)
- Toe-to-Toe Guy (1950)
- Trouble Goal (1950)
- Hell in a Basket (1950)
- The Big Freeze (1950)
- Light! Action! Murder! (1950)
- Get-Two Guy (1950)
- Last-Yard Cleats (1950)
- The Last Badman (1950)
- Run Wrecker (1950)
- The Tired Third Baseman (1950)
- Torch Job (1950)
- Stealaway Spikes (1950)
- Neighborhood Champion (1950)
- Sudden Death Bomber (1950)
- Fast Man—Last Man (1950)
- Win—Or-Else Guy (1950)
- Golden Boy at the Flank (1950)
- Last Chance Spikes (1950)
- Three-Minute Mitts (1950)
- Pennant Buster (1950)
- Racket Crazy (1950)
- Kid Poison (1950)
- Hired Gun (1951)
- Three-Minute Spoiler (1951)
- Plunder Arm (1951)
- Fast Finish Five (1951)
- Hoop Poison (1951)
- The Thunder Yard (1951)
- You Gotta Fight! (1951)
- Death in His Dukes (1951)
- Wrong Way Right (1951)
- No Guard at All (1951)
- Town Buster (1951)
- The Great Mahaffey (1951)
- Hurricane Hoofs (1951)
- Return Bout (1951)
- Ten - and Out (1951)
- Lawman’s Honor (1952)
- Middles Are the Cream (1952)
- No-Hitter (1952)
- Spikes Over Short (1952)
- The Death Volley Kid (1952)
- Nobody’s Nine (1952)
- The Big Oaf (1953)
- A Dream for Football Freddy (1953)
- The Wide Loop (1953)
- Beans and Bullets Free! (1953)
- The Lay Up (1953)
- The Big, Blond Goon (1953)
- Test of a Man (1953)
- No Stars in My Crown (1954) Publié en français sous le titre Pas d'étoile dans ma couronne, Paris, Fayard, Le Saint détective magazine no 1, mars 1955
- The Third Strike (1954)
- The American Way (1955)
- When a Cop Hollers (1955)
- Iron Man (1955)
- The Home Run King (1955)
- Big Fist in His Face (1955)
- Las Vegas Trap (1955)
- Blood and Moonlight (1956) Publié en français sous le titre Sang et Clair de lune, Paris, Opta, Suspense no 17, août 1957
- The Spoiler (1956)
- Playoff Game (1956)
- Who Wants You? (1957)
- Decision (1970)
- Billy the Button (1970)
- Death for a Horseman (1971)
- The Phone Call (1972)

#### Signées Joel Reeves
- But Everything! (1941)
- Ten Rounds for Baby (1941)
- Final Round (1942)
- Who Fights for Glory (1942)
- Fighters Are Like That (1942)
- I Love You, Too (1942)
- Many’s the Time (1942)
- Army Fight (1942)
- The Nice Tough Guys (1942)
- Gunners Live Tough (1943)
- Featherfoot (1943)
- No Substitute for Courage (1943)
- Once I Was a Hep Cat (1943)
- Knockout Drops (1943)
- Broadway Farm Boy (1943)
- A Very Tough Character (1943)
- Flashback (1943)
- Heel Without Wings (1943)
- Roast Beef Special (1943)
- The Ham Hangs High (1943)
- Willy and the Lady Prizefighter (1944)
- Blood, Sweat and Six-Guns (1944)
- The Mulraneys Make with Muscle (1944)
- A Lady Swings Her Right (1944)
- One Hoss Team (1944)
- In the Bag for a Looey (1944)
- This Way Is All Good (1944)
- A Great Big Wonderful Occasion! (1944)
- A Shiv in the Gizzard (1945)
- Pigskin Pagliacci (1945)
- The Wrong Ones (1945)
- The Racquet Gladiators (1945)
- Tough Guys (1945)
- The Stooge (1945)
- Little Gooney (1945)
- Crooked—but Smart! (1945)
- Copper, Come Home! (1945)
- Slayer, Come Back to Me! (1945)
- This Is for Real (1945)
- Pennant Punchy! (1945)
- Smart Boy! (1945)
- Laugh Corpse Laugh (1945)
- Rugged Crowd (1945)
- Semifinal (1946)
- Neighborhood Feud (1946)
- Frye’s Fanatics (1946)
- Slay Rube (1946)
- The Champ Goes South (1946)
- The Corpse and the Carousel (1947)
- Juke Box Maestro (1947)
- Murder in the Old Neighborhood (1947)
- When the Chips Were Down (1947)
- Rigged for a Beating (1947)
- It's in the Bag (1947)
- Doubles or Nothing (1947)
- Beef, Beer and Pigskin (1947)
- Killers Carnival (1947)
- You’ve Got to Be in There (1947)
- Starlet in Jeopardy (1948)
- Geeks Are Like That (1948)
- The Needed Spark (1948)
- Joker from Connecticut (1948)
- Playboy Champion (1948)
- The Magnificent Bum (1948)
- Lucky Comes Lately (1948)
- Vacations Are Not for Cops (1948)
- The Lucky Toe (1948)
- Go Ahead, Georgia! (1948)
- A Killer-Type Boy (1949)
- Fixed Fight (1949)
- Strong Hands (1949)
- That’s My Boy! (1949)
- Patsy Fights Again (1949)
- A Frame for the Duke (1949)
- Sucker Fight (1949)
- Get Tough in There! (1949)
- The Has-Been (1949)
- Breathes There a Man! (1949)
- A Good Cop (1949)
- Police Business (1949)
- Officer Murphy Walks Alone (1949)
- In There, the White Lights Glaring (1950)
- Hurry, Hurry! (1950)
- High in the Palace (1950)
- Murphy Goes Uptown (1950)
- A Grail Not Holy (1950)
- Neighborhood Champion (1950)
- A Shot in the Head (1950)
- Sometimes It’s Better to Lose (1951)
- Last Man In (1951)
- A Bell Tolling (1951)
- Neighborhood Genius (1951)
- Apes Could Play Tennis (1951)
- Last Time Up (1951)
- Blood, Sweat and Sixguns (1951)
- The Cramped Left Hand (1951)
- Fighter’s Wife (1951)
- No Safe Return (1951)
- Bonehead (1952)
- “Never Been Away!” (1952)
- Set a Thief (1952)
- It Signifies (1952)

#### Signées John Parkhill
- Second-Hand Coffin (1943)
- Slip That Pass in the Night (1945)

#### Signée Willard d'Arcy
- Satan Trades in Debutants (1940)

#### Signée Wayne Robbins
- The Thing in Search of a Body  (1940)

#### Signée Lance Kermit
- Bootprints in the Dust (1941)

## Sources
- Jacques Baudou et Jean-Jacques Schleret, Le Vrai Visage du Masque, vol. 1, Paris, Futuropolis, 1984, 476 p. (OCLC 311506692), p. 132.
- Claude Mesplède et Jean-Jacques Schleret, SN, voyage au bout de la Noire : inventaire de 732 auteurs et de leurs œuvres publiés en séries Noire et Blème : suivi d'une filmographie complète, Paris, Futuropolis, 1982, 476 p. (OCLC 11972030), p. 91-92.* Claude Mesplède (dir.), Dictionnaire des littératures policières, vol. 1 : A - I, Nantes, Joseph K, coll. « Temps noir », 2007, 1054 p. (ISBN 978-2-910686-44-4, OCLC 315873251), p. 488-489.
- (en) John M. Reilly (Ed.), Twentieth-century crime and mystery writers, New York, St. Martin's Press, coll. « Twentieth-century writers of the English language », 1982 (réimpr. 1991), 2e éd., 1568 p. (ISBN 978-0-312-82417-4, OCLC 6688156), p. 201-204.